# Анкер (единица объёма)
Анкер (нем. Anker) — старинная мера объёма, использовавшаяся в разных странах для вина, коньяка и масла. Ёмкость варьировала:
- в Великобритании: 1 старый анкер ≈ 34,0678 л; 1 новый анкер ≈ 45,43582 л;
- в Дании: 37,44 л (= 38 3/4 Pott);
- в Нидерландах и их колониях: 1 амстердамский анкер ≈ 38,81 л. (= 2 Steekan = 16 Stoop = 32 Mengel = 64 Pint = 128 Mustje);
- в Пруссии: 35,72—39,69 л., по другим данным = 34,351 л. = 30 кварт = 1/2 прусского ведра;
- в России: 36,89 л (= 30 кружек = 3 ведра);
- в Финляндии: 39,26 л;
- в Швеции: 34,39 л (= 15 Kannen);
- в Южноафриканском Союзе: 34,07685 л.